# Franz Stofel
Franz Stofel také zvaný Franz Stärfl nebo Xaver Stärfel (5. října 1915 Hamburk – 13. prosince 1945 Hameln) byl během druhé světové války velitel koncentračního tábora Kleinbodungen – pobočného tábora KT Mittelbau-Dora.

## Kariéra u SS
Narodil se v Hamburku v roce 1915. Od října 1934 sloužil v Reichswehru a v dubnu 1936 vstoupil do SS. Byl přidělen k jednotce SS-Totenkopfverbände v koncentračním táboře Dachau. Od března 1939 do ledna 1944 prováděl drobné práce ve skladech v Dachau. V polovině ledna 1944 přešel do komplexu koncentračního tábora Mittelbau-Dora a od srpna 1944 sloužil jako Kommandoführer (velitel jednotky) pro výstavbu pobočného tábora v Kleinbodungenu. Od 3. října 1944 do začátku dubna 1945 tomuto táboru velel. V táboře bylo 620 zahraničních vězňů, kteří byli nuceni pracovat v továrně Mittelwerk na zařízení pro rakety V-2.
Koncem války, když se spojenecká armáda blížila k táboru Mittelbau-Dora, Stofel dostal 4. dubna 1945 příkaz od SS-Obersturmführera Franze Hösslera k evakuaci Kleinbodungenu. Stofel přinutil vězně k pochodu smrti do koncentračního tábora Bergen-Belsen. 10. dubna 1945, poté, co někteří vězni dokázali uniknout, dorazili do vesnice Groß Hehlen severně od Celle, v blízkosti předních linií. Čtyři nebo pět vězňů bylo zastřeleno při pokusu o útěk nebo pro zpomalení pochodu. Dne 11. dubna 1945 přišlo do Bergen-Belsenu zbývajících 590 vězňů.

## Odsouzení a smrt
Dne 15. dubna 1945 byl koncentrační tábor Bergen-Belsen osvobozen britskými vojsky. Britové našli 60 000 přeživších vězňů a 10 000 mrtvých. Personál tábora byl zadržen a donucen odnést veškeré mrtvé a pohřbít je v hromadných hrobech. Stofel byl zatčen britskou armádou a vyslýchán. V soudním procesu v Belsenu, který se konal mezi 17. zářím a 17. listopadem 1945, byl obviněn z vražd vězňů během pochodu smrti. Byl odsouzen 17. listopadu 1945 k trestu smrti. Trest byl vykonán oběšením 13. prosince 1945 ve vězení Hamelnu.